# Torneo de Linz 2016
El Generali Ladies Linz 2016 es un torneo de tenis que se juega en canchas duras bajo techo. Es la 30ª Nedición de la Generali Ladies Linz, y es parte de los torneos internacionales de la WTA Tour de 2016. Se llevará a cabo en Linz, Austria, del 10 de octubre el 16 de octubre de 2016.

## Cabezas de serie

### Individual Femenino
| Tenista                   | Ranking | Preclasificada |
| Garbiñe Muguruza          | 4       | 1              |
| Dominika Cibulkova        | 30      | 2              |
| Madison Keys              | 9       | 3              |
| Carla Suárez Navarro      | 10      | 4              |
| Anastasiya Pavliuchenkova | 17      | 5              |
| Kiki Bertens              | 23      | 6              |
| Daria Kasatkina           | 24      | 7              |
| Laura Siegemund           | 29      | 8              |

- Ranking del 3 de octubre de 2016

### Dobles femeninos
| Tenista                           | Ranking | Preclasificada |
| Raquel Atawo Abigail Spears       | 38      | 1              |
| Kiki Bertens Johanna Larsson      | 83      | 2              |
| Anna-Lena Grönefeld Květa Peschke | 95      | 3              |
| Demi Schuurs Renata Voráčová      | 145     | 4              |

## Campeonas

### Individual femenino
Dominika Cibulková venció a  Viktorija Golubic por 6-3, 7-5

### Dobles femenino
Kiki Bertens /  Johanna Larsson vencieron a  Anna-Lena Grönefeld /  Květa Peschke por 4-6, 6-2, [10-7]